# Digimat
Digimat ist der Handelsname einer Reihe von digitalen Getriebesteuergeräten zur Kontrolle des ersten elektrohydraulisch gesteuerten 4-Gang-Automatikgetriebes von Volkswagen.
Digimat wird seit 1989 in verschiedenen Modellen von Volkswagen eingesetzt wird, um bei Fahrzeugen mit Automatikgetrieben den "richtigen" Gang und einen weichen Schaltübergang bei minimalem Verbrauch zu erzielen.

## Entwicklung und Fertigung
Die Hardware und Software des Digimat ist eine reine Eigenentwicklung von Volkswagen. Die Produktion erfolgt durch die Zulieferer Hella und Siemens.

## Einsatz
Der Digimat steuerte die Automatikgetriebe u. a. in den Fahrzeugen VW Golf (bis zum Golf 4), Golf Ecomatic mit Schwungnutzautomatik, Jetta, Corrado, Transporter, Sharan, Passat, New Beetle, 3L-Lupo, bei Seat, Škoda, einigen Audi-Modellen, im Fiat Tipo und Tempra, im Lancia Dedra und in der Mercedes V-Klasse.

## Technik
Der Digimat verwendet einen 8/16-Bit-Mikrocontroller MC68HC11 von Freescale (früher Motorola) mit externem Flash-Speicher.

## Gangermittlung
Die Kennfelder sind typgebunden programmiert. Seit der Version 2.1 (1995) sind eine Fahrertyperkennung mit Hilfe von Fuzzy-Logik und eine Fahrleistungserkennung enthalten, sodass abhängig vom Fahrerverhalten, am Berg, bei Anhängerbetrieb und bei reduzierter Motorleistung in der Höhe immer der richtige Gang ermittelt wird. Die Ansteuerung der Getriebe-Hydraulik erfolgt über elektromagnetische Stellglieder.

### Sensoren
- Drehzahlsensoren (induktiv)
- Getriebe-Öl Temperatursensor
- Wählhebelschalter

### Stellglieder
- Schaltventile für die Kupplungsansteuerung
- Modulationsventile für die Drucksteuerung (Strom-Druck Wandler)
- Shiftlock-Magnet (Blockierung des Wählhebels)
- Starterfreigabe

### Vernetzung
Digimat ist über den CAN-Bus mit anderen Steuergeräten vernetzt (Motor, Bremse, Kombi, Klima), enthält umfangreiche Diagnosen, Fehlerspeicher und erfüllt auch die strengen USA-OBD Anforderungen.